# Квітень 2020
Квітень 2020 — четвертий місяць 2020 року, що розпочався у середу 1 квітня та закінчився у четвер 30 квітня.

## Події
- 1 квітня
  - У США розпочався перепис населення, який проходить в онлайн-режимі[1].
  - Вімблдонський турнір 2020 року скасовано через пандемію коронавірусної хвороби вперше з часів Другої світової війни[2].
- 2 квітня
  - Пандемія коронавірусної хвороби 2019: кількість хворих на COVID-19 у світі перевищила 1 мільйон[3].
- 3 квітня
  - У Празі демонтовано пам'ятник радянському маршалу Івану Конєву[4].
- 6 квітня
  - Коронавірусна хвороба 2019 в Україні: набула чинності заборона Кабінету міністрів на перебування у громадських місцях без маски чи респіратора, без документів, на прогулянки у парках і скверах, на пересування групою більше двох; людей старше 60 років уряд зобов'язав до самоізоляції на час карантину[5].
- 7 квітня
  - Президент США Дональд Трамп підписав указ на підтримку комерційного освоєння ресурсів на Місяці та інших небесних тілах. Документом не визнається Угода, ухвалена резолюцією Генеральної Асамблеї ООН у грудні 1979 року.[6]
- 9 квітня
  - Здійснено запуск корабля Союз МС-16 до Міжнародної космічної станції із трьома космонавтами на борту, учасниками експедицій МКС-62/63[7].
- 10 квітня
  - Глобальна фінансова криза 2020 року: на тлі падіння цін на нафту, більшість країн ОПЕК та Російська Федерація досягли домовленостей про скорочення її видобутку у травні-червні 2020 року на 10 млн барелів на добу[8].
  - Від потужного циклону «Гарольд», який вирував на Соломонових островах, Вануату, Фіджі і Тонга, загинуло понад 30 людей[9]
- 12 квітня
  - Християни західного обряду відзначили Великдень в умовах самоізоляції. Папа римський Франциск замість традиційного очного послання звернувся в режимі прямої трансляції з особистої бібліотеки.[10]
- 13 квітня
  - Верховна Рада України ухвалила зміни до державного бюджету України на 2020 рік, необхідні для боротьби з коронавірусною хворобою COVID-19 і передбачають підвищення бюджетного дефіциту втричі[11].
  - Коронавірусна хвороба 2019 в Україні: Києво-Печерську лавру закрили на карантин у зв'язку з підтвердженими там понад 90 випадками зараження коронавірусом[12].
- 14 квітня
  - У результаті наймасштабніших лісових пожеж в Чорнобильській зоні відчуження, що тривали 10 днів, вигоріло 3,5 тисяч гектарів землі[13].
  - Служба безпеки України затримала генерала-майора Валерія Шайтанова, звинуваченого у шпигунстві на користь Російської Федерації[14].
- 15 квітня
  - Президент США Дональд Трамп повідомив про призупинення фінансування Всесвітньої організації охорони здоров'я, заявивши, що організація «не виконала свій головний обов'язок» під час реагування на пандемію коронавірусу[15].
  - Пандемія коронавірусної хвороби 2019: Кількість інфікованих у світі перетнула позначку 2 мільйони; подвоєння відбулося за 13 днів[16].
- 16 квітня
  - Відбувся обмін утримуваними особами між Україною з одного боку та ОРДЛО — з іншого. До України повернулося 20 людей, Україна віддала 14-х[17].
- 19 квітня
  - Християни східного обряду відзначили Великдень в умовах самоізоляції. Більшість церков проводили богослужіння за зачиненими дверима та транслювали подію онлайн[18].
  - У результаті серії вбивст у Новій Шотландії (Канада) загинуло 22 людини[19].
- 20 квітня
  - Глобальна фінансова криза 2020 року: Ціни на ф'ючерси нафти марок WTI та Urals на товарних біржах вперше в історії стали від'ємними[20].
- 21 квітня
  - У гуртожитку міста Вишневе Київської області померли 2 особи від коронавірусу, у 37 із 60 осіб підтвердили діагноз, решту із 300 мешканців протестують найближчим часом[21][22]
- 27 квітня
  - Пандемія коронавірусної хвороби 2019: Кількість інфікованих у світі перетнула позначку 3 мільйони[23].